# Barrais-Bussolles
Barrais-Bussolles ist eine französische Gemeinde mit 185 Einwohnern (Stand: 1. Januar 2022) im Département Allier in der Region Auvergne-Rhône-Alpes (bis 2015 Auvergne). Sie gehört zum Arrondissement Vichy und zum Kanton Lapalisse. 

## Geographie
Die Gemeinde Barrais-Bussolles liegt in den Monts de la Madeleine, dem nördlichsten Ausläufer des Zentralmassivs, etwa 24 Kilometer nordöstlich von Vichy. Nachbargemeinden von Barrais-Bussolles sind Bert im Norden, Loddes im Nordosten und Osten, Andelaroche im Südosten und Süden, Droiturier im Süden, Saint-Prix im Südwesten, Lapalisse im Südwesten und Westen sowie Varennes-sur-Tèche im Nordwesten.

## Geschichte
Im Jahr 1833 schlossen sich die beiden Gemeinden Barrais und Bussolles zur neuen Gemeinde Barrais-Bussolles zusammen.

## Bevölkerungsentwicklung
| Jahr                       | 1962 | 1968 | 1975 | 1982 | 1990 | 1999 | 2006 | 2014 | 2022 |
| Einwohner                  | 374  | 370  | 282  | 241  | 215  | 222  | 218  | 200  | 185  |
| Quellen: Cassini und INSEE |      |      |      |      |      |      |      |      |      |

## Sehenswürdigkeiten
- Kirche Saint-Gervais et Saint-Julien
- Kapelle in Bussolles, Reste der ehemaligen Kirche Saint-Gervais et Saint-Protais, seit 1937 Monument historique

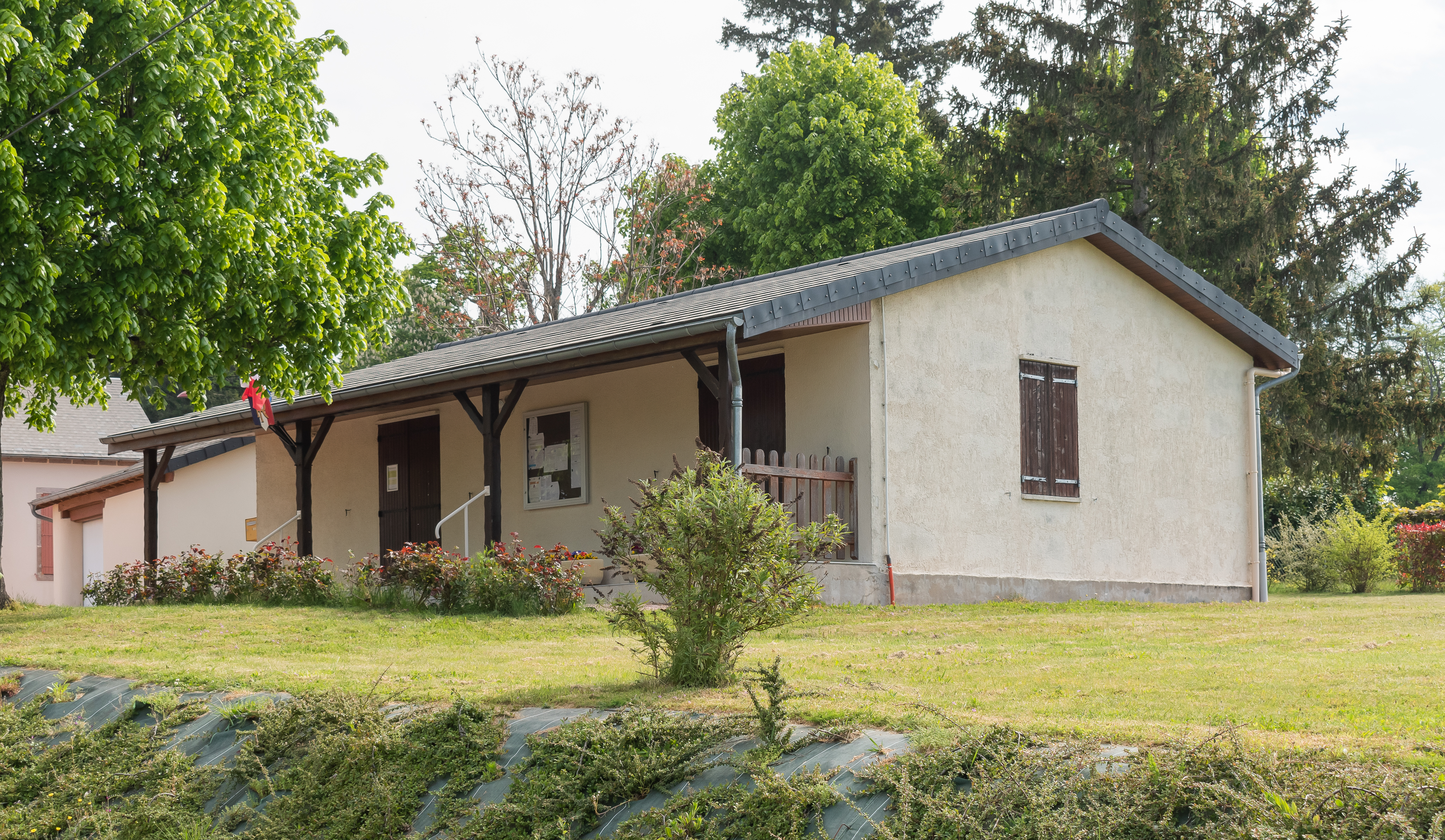
Mairie Barrais-Bussolles
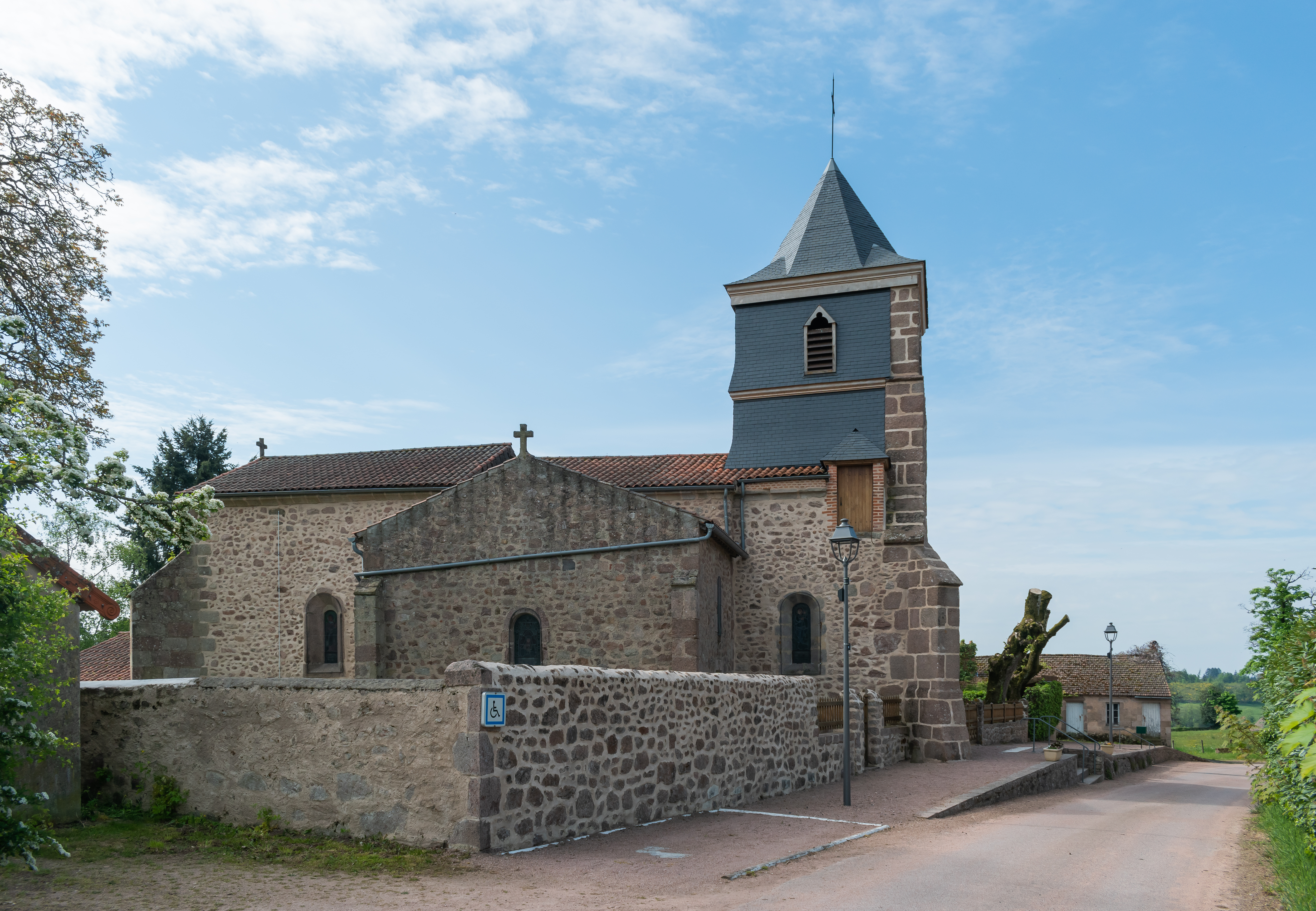
Kirche Saint-Gervais et Saint-Julien